# 雅法燈塔

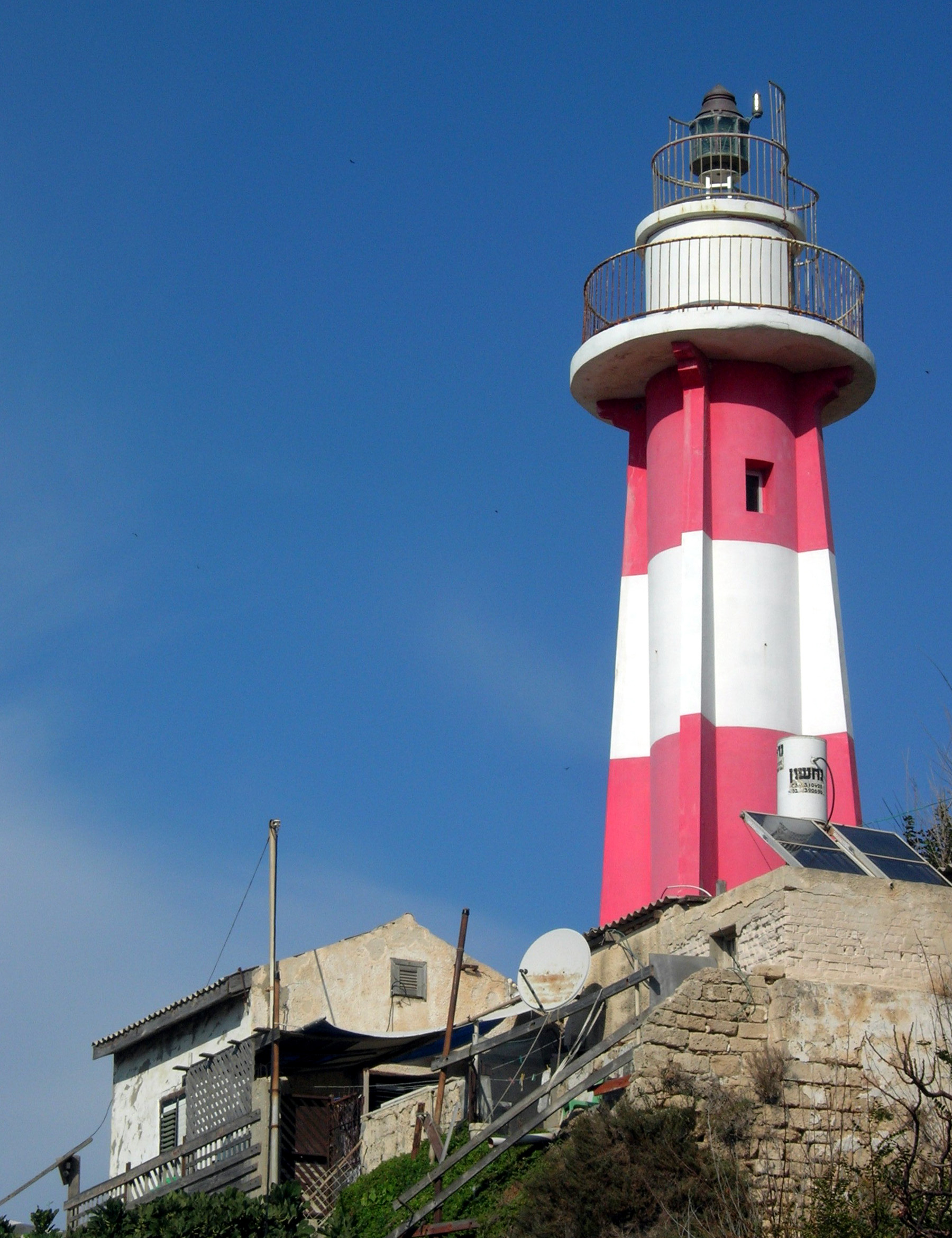
雅法燈塔

雅法燈塔（希伯來語：‎）是以色列城市雅法的一座燈塔，位於雅法港的一座山丘的頂部，在1865年至1966年期間曾作為航路燈塔使用。現在這座燈塔仍有照明功能。雅法燈塔由法國工程師修建。